# Charles Gustave de Marey
Pour les articles homonymes, voir Marey (homonymie).
Charles Gustave de Marey né à Verneuil-sur-Avre le 22 mars 1878 et mort à Houdan le 8 août 1967 est un sculpteur et médailleur français.

## Biographie
Charles Gustave de Marey est élève de Denys Puech et de Marc Robert (1875-1962) à l'Académie Julian à Paris.
Il expose au Salon des artistes français de 1900 à 1914, où il obtient une troisième médaille.
Il signe ses œuvres « Ch. Marey ».
Le 15 octobre 1921, il épouse Nicole Tillette de Mautort, ils ont un fils unique, né en 1925, Denys Bernard Roche Edmond, comte de Marey
.